# تواصل ذاتي

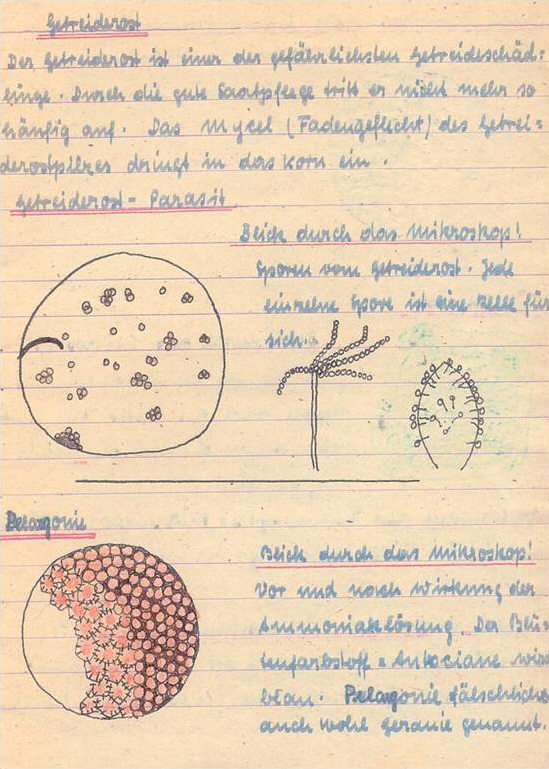

التواصل الذاتي هو مصطلح يستخدم في مجال دراسات التواصل وعلم العلامات والدراسات الحضارية الأخرى لوصف عملية التواصل من وإلى الشخص ذاته. ومن ثمّ، يختلف التواصل الذاتي عن الشكل التقليدي لعمليات التواصل التي يكون فيها الراسل ومتلقي الرسالة شخصين منفصلين. وهو ما يمكن أن يطلق عليه اسم التواصل المُغاير.
في حين أن التواصل المُغاير يزود مُستقبل الرسالة بمعلومات جديدة، فإن التواصل الذاتي لا يتضمن القيام بذلك، ولكنه يقوم بدلاً من ذلك بتقوية ذات المتلقي وإعادة تنظيمها. ومن الممكن أن يتواجد هذان الشكلان من التواصل (الذاتي والمغاير) على مستوى الأفراد أو داخل المؤسسات. فعندما يقوم الفرد بعملية التواصل الذاتي، يمكن تسمية ذلك بالتواصل داخل الشخص.
ومن نماذج عملية التواصل الذاتي الأعمال الدينية والفنية؛ إذ أن الصلوات والمقطوعات الدينية واليوميات تعد خير مثال على التواصل الذاتي. وفي المؤسسات والشركات، قد تؤدي الخطط الإستراتيجية والمذكرات، على سبيل المثال، نفس الغرض المقصود من المقطوعات الدينية. ولكن من الممكن أن يصبح أي نص أو (عمل) تواصلاً ذاتيًا إذا تمت قراءته عدة مرات.